# Weidgasse 1 (Bad Kissingen)

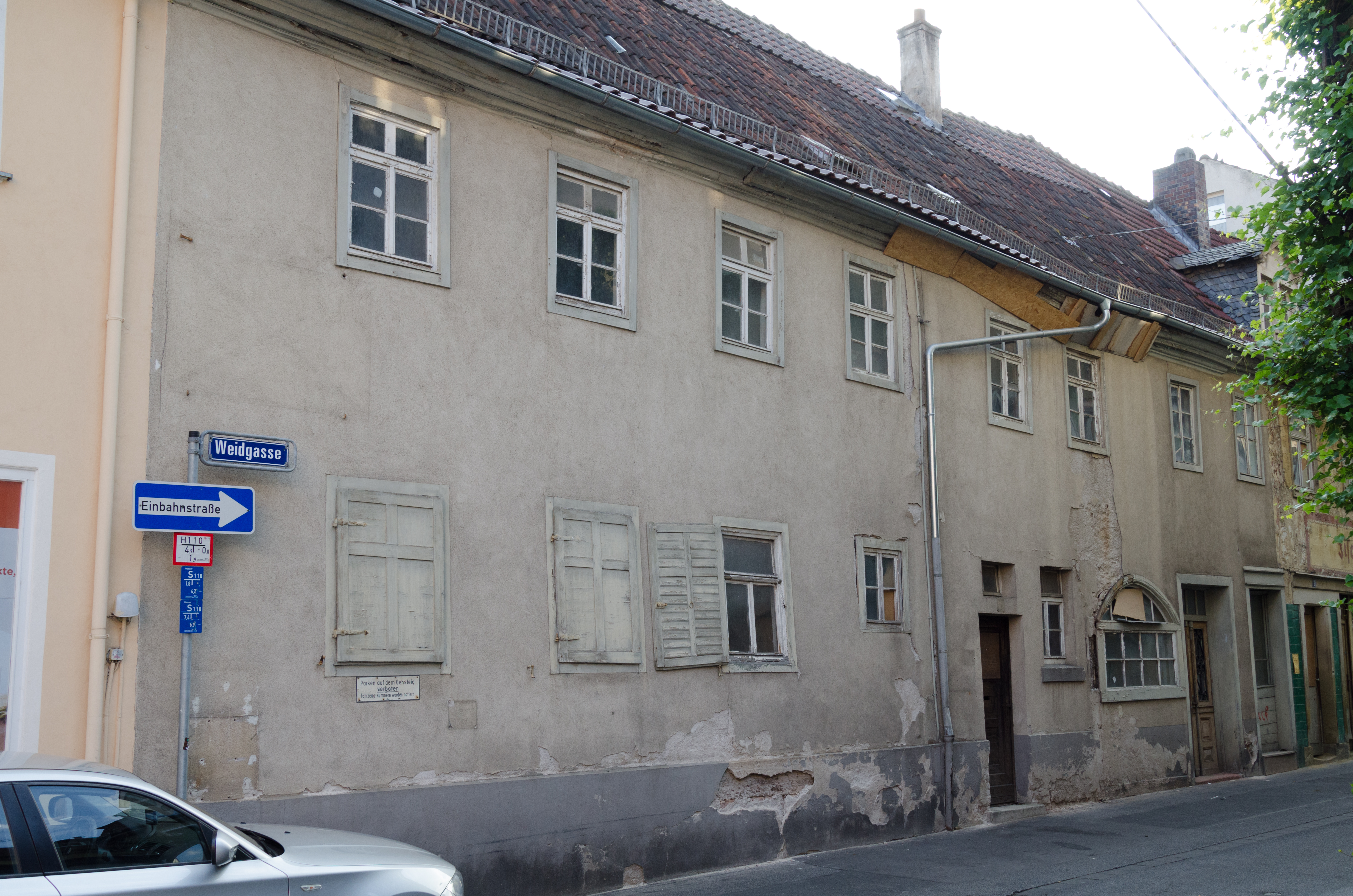
Weidgasse 1 in Bad Kissingen

Das Gebäude Weidgasse 1 in Bad Kissingen, der Großen Kreisstadt des unterfränkischen Landkreises Bad Kissingen, gehört zu den Bad Kissinger Baudenkmälern und ist unter der Nummer D-6-72-114-423 in der  Bayerischen Denkmalliste registriert.

## Geschichte
Das Anwesen entstand in seinem Kern um das Jahr 1800. Es handelt sich um ein zweigeschossiges und verputztes Fachwerkhaus mit Satteldach.